# Мельников В'ячеслав Васильович
В'ячеслав Васильович Мельников (нар. 12 березня 1975) — радянський та російський футболіст, півзахисник.

## Життєпис
Футбольну кар'єру розпочав у новоросійському «Цементі». У 1992 році перейшов до московського ЦСКА, за дубль якого відіграв 4 сезони, провівши за основний склад лише один матч.
1995 року зважився грати за кордоном. Спочатку провів неповний сезон за ізраїльський «Хапоель» (Хайфа). За перші 4 матчі відзначився 3-ма голами, але потім за 8 поєдинків зумів відзначитися лише 1-им гол.
У 1995 недовго грав у дублі ЦСКА, після чого знову виїхав до Ізраїлю. Грав за низку команд вищої та першої ліг.
У серпні 1997 року підписав контракт із турецьким клубом «Анкарагюджю». Однак у команді провів лише 1-ше коло сезону 1997/98, відігравши лише 10 матчів.
У 1998 перейшов в оренду до малазійського «Паханга». З перших матчів виявив себе як бомбардир, що незабаром спонукало керівництво укласти з ним довгостроковий контракт. Протягом року «Паханг» лідирував у турнірній таблиці чемпіонату, проте в останніх матчах виступив невдало й поступився 1-им місцем «Пенангу». Мельников за підсумками року став найкращим бомбардиром команди.
Проте продовжити виступи у Лізі не зміг, оскільки Федерація футболу Малайзії наклала заборону на виступи іноземців у національному чемпіонаті.
У сезоні 2001/02 років грав за гонконзький «Геппі Веллі». У 2002 році отримав можливість знову грати в Малайзії, його клубом знову став «Паханг». Сезон провів нерівно, оскільки давалася взнаки травма паху. Проте за сезон відзначився 13 голами в чемпіонаті, 1 гол у кубку та 8 голів у Кубку Ліги.
Сезон 2003 року пропустив, а наступного року з'явився у складі клубу «Пінанг». За два роки забив 18 м'ячів у Суперлізі Малайзії.
2007 року грав за в'єтнамський «Донгтхап».

## Досягнення

### Індивідуальні
- Найкращий бомбардир Суперліги Малайзії: 1998